# Gauliga Westfalen 1938/39
Die Gauliga Westfalen 1938/39 war die sechste Spielzeit der Gauliga Westfalen im Fußball. Die Meisterschaft sicherte sich der FC Schalke 04 mit sieben Punkten Vorsprung auf den VfL Bochum. Die „Königsblauen“ blieben in der vierten Spielzeit in Folge ohne Niederlage. Schalke qualifizierte sich für die Endrunde um die deutsche Meisterschaft, die sie durch einen 9:0-Finalsieg über den SK Admira Wien gewinnen konnte. Die Abstiegsränge belegten die SpVgg Herten und der SV Höntrop. Aus den Bezirksligen stiegen Gelsenguß Gelsenkirchen und der VfB 03 Bielefeld auf.

## Abschlusstabelle
| Pl. | Verein                | Sp. | S  | U | N  | Tore    | Quote | Punkte |
| --- | --------------------- | --- | -- | - | -- | ------- | ----- | ------ |
| 1.  | FC Schalke 04 (M)     | 18  | 13 | 5 | 0  | 051:120 | 4,25  | 31:50  |
| 2.  | VfL Bochum            | 18  | 9  | 6 | 3  | 039:130 | 3,00  | 24:12  |
| 3.  | Borussia Dortmund     | 18  | 7  | 6 | 5  | 046:400 | 1,15  | 20:16  |
| 4.  | Westfalia Herne       | 18  | 8  | 3 | 7  | 026:240 | 1,08  | 19:17  |
| 5.  | SpVgg Röhlinghausen   | 18  | 7  | 4 | 7  | 022:320 | 0,69  | 18:18  |
| 6.  | Arminia Bielefeld (N) | 18  | 6  | 5 | 7  | 027:280 | 0,96  | 17:19  |
| 7.  | Preußen Münster (N)   | 18  | 7  | 3 | 8  | 026:310 | 0,84  | 17:19  |
| 8.  | Arminia Marten        | 18  | 7  | 3 | 8  | 025:310 | 0,81  | 17:19  |
| 9.  | SpVgg Herten          | 18  | 6  | 2 | 10 | 027:430 | 0,63  | 14:22  |
| 10. | SV Höntrop            | 18  | 1  | 1 | 16 | 015:500 | 0,30  | 03:33  |

| (M) | Titelverteidiger               |
| (N) | Aufsteiger aus der Bezirksliga |

## Aufstiegsrunde

### Gruppe I
| Platz | Verein                                                | Spiele | Tore | Quote | Punkte |
| ----- | ----------------------------------------------------- | ------ | ---- | ----- | ------ |
| 1.    | Gelsenguß Gelsenkirchen (Sieger Gruppe Gelsenkirchen) | 4      | 6:3  | 2,00  | 4:4    |
| 2.    | Sportfreunde Siegen (Sieger Gruppe Siegerland)        | 4      | 6:7  | 0,86  | 4:4    |
| 3.    | MBV Linden 05 (Sieger Gruppe Bochum)                  | 4      | 5:7  | 0,71  | 4:4    |

### Gruppe II
| Platz | Verein                                  | Spiele | Tore  | Quote | Punkte |
| ----- | --------------------------------------- | ------ | ----- | ----- | ------ |
| 1.    | VfB 03 Bielefeld (Sieger Gruppe Minden) | 6      | 15:11 | 1,36  | 10:2   |
| 2.    | SC Münster 08 (Sieger Gruppe Münster)   | 6      | 15:80 | 1,88  | 06:6   |
| 3.    | SuS Hüsten 09 (Sieger Gruppe Sauerland) | 6      | 10:15 | 0,67  | 05:7   |
| 4.    | SG Mengede (Sieger Gruppe Dortmund)     | 6      | 12:13 | 0,92  | 03:9   |